# 窦玉沛
窦玉沛（1957年9月—），天津市人。1982年参加工作，1983年加入中国共产党，1982年毕业于南开大学中文系，获文学学士学位，中共中央党校研究生学历。

## 生平
毕业于南开大学中文系，获文学学士学位。1990年，担任民政部安置司办公室主任。1996年，任民政部社会事务司司长。2003年9月，任民政部办公厅主任。2006年1月，担任民政部党组成员、副部长；2009年9月，兼任中国红十字会副会长。2015年7月，不再兼任中国红十字会副会长，改兼全国双拥工作领导小组副组长兼办公室主任、全国双拥模范城（县）创建工作调研督导组组长。2016年11月，被免去民政部副部长职务。

## 落马
据《星岛日报》报道，窦玉沛和原民政部长李立国卷入了福利彩票百亿弊案，于2016年10月被中纪委调查，有知情人称：“（原中国福利彩票发行管理中心主任）鲍学全进去了，扛不住，把他们都供出来了！”2016年10月31日下午，民政部召开干部大会，中组部副部长周祖翼宣布黄树贤担任民政部党组书记，免去李立国民政部党组书记职务。李立国和副部长窦玉沛均不同寻常缺席大会。
五十九岁的窦玉沛在民政部工作长达三十四年，担任副部长已有十年，主管福利彩票。中国福彩中心是民政部直属事业单位，对全国福利彩票发行和销售业务负全责，实施业务领导。2015年6月，国家审计署发布十八省市彩票资金审计报告，称查出问题彩票资金近一百七十亿元。中国福彩中心及其下属公司，违规以黄山培训基地的名义建设酒店，总投资两亿两千多万元。负责即开型彩票“中福在线”的中彩在线公司，是中国福彩中心旗下国企，总经理贺文2016年5月落马。据报道，过去十二年里，贺文通过中彩在线获得“管理费”二十七亿元，而代表国家的福彩中心却只拿到十八亿元。2015年6月，中央巡视组指出，民政部存在“公共权力部门化利益化，利用主管社会组织的权力为干部谋职牟利，福利彩票发行管理也存在问题。”
2017年1月9日下午，中央纪委案件审理室主任罗东川在参加国务院新闻办公室举行的发布会时表示目前中纪委正在对民政部原部长李立国、民政部原副部长窦玉沛进行审查。
2017年2月8日，中纪委监察部发布消息：窦玉沛同志因在担任民政部副部长期间“管党治党不力，严重失职失责，所辖单位发生系统性腐败问题”，被处以党内警告处分，中止其中共十八大代表资格，提前退休。